# Jean Duvet

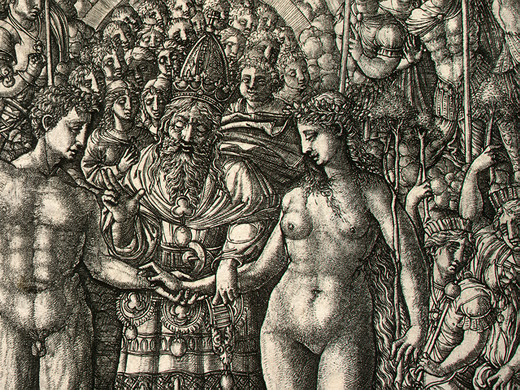
Jean Duvet Małżeństwo Adama i Ewy, fragment, około 1540/1555, Miedzioryt.

Jean Duvet (ur. 1485, zm. po 1562) – francuski złotnik, grawer i medalier.

## Życiorys
Miał pracownię w Langres i Dijon. Potem w Genewie, gdzie musiał uciekać z powodu poglądów religijnych. 
Duvet był nazywany "Mistrzem z jednorożcem" od serii Historia jednorożca przedstawiającej alegorycznie miłość Henryka II do Diany de Poitiers. Druga jego znana seria to 23 duże ryciny z Apokalipsy, które zostały wydane w Lyonie w 1561 roku. W pełnych fantazji sztychach Duveta odnaleźć można echo wpływów Michała Anioła, Marcantonia, Leonarda, Dürera i sztuki starożytnej.